# Панкевич, Юзеф
Юзеф Панкевич (польск. Józef Pankiewicz; 29 ноября 1866[…], Люблин, Люблинская губерния — 4 июля 1940, Ла-Сьота) — польский художник, график и педагог.

## Биография
В 1884—1885 годах учился в варшавском Классе рисунка (Академии) под руководством Войцеха Герсона и Александра Калинского. Затем вместе с В. Подковиньским едет в Санкт-Петербург, где получает стипендию для обучения в Императорской Академии художеств. В 1889 году оба молодых художника уезжают в Париж, где Панкевича ожидает первый крупный успех: его написанная в реалистической манере картина «Рынок на площади за железными воротами» завоёвывает серебряную медаль на парижской Всемирной выставке.
В Париже Панкевич знакомится с творчеством импрессионистов и, вернувшись в 1890 году в Варшаву, пропагандирует на родине этот новый художественный стиль. Написанное в импрессионистской манере полотно «Цветочный рынок перед церковью Св. Магдалены в Париже» (1890) вызывает одобрительные отзывы художественной критики. Затем у Панкевича наступает период увлечения символизмом, о чём свидетельствуют его работы «Рынок Старого Мяста в Варшаве ночью» (1892), «Ночная дорожка» (1893), «Лебеди в пруду» (1894). В конце 90-х годов XIX века художник создаёт серию портретов, среди которых и «Портрет пани Одерфельд с дочкой» (1897), завоевавший золотую медаль на парижской Всемирной выставке.
В 1897 году художник вступает в краковское Товарищество польских художников «Искусство». В 1897—1906 годах путешествует по Германии, Италии, Франции, Англии, Бельгии и Нидерландам. В 1906 году он становится профессором Академии изящных искусств в Кракове. В 1908 году едет во Францию, где пишет ряд пейзажей и натюрмортов под влиянием творчества Сезанна, знакомится с художником Пьером Боннаром.
Первую мировую войну художник встречает в Испании. Пребывание в этой стране растянулось на несколько лет. В это время Панкевич знакомится с новым течением в изобразительном искусстве — кубизмом. От этого периода сохранились ряд «испанских» полотен Панкевича. После войны мастер живёт в Париже, где сближается с постимпрессионистами, поддерживает парижскую группу польских художников — капистов. В 1923 году Панкевич возвращается в Краков, вновь преподаёт в Академии, а с 1925 года возглавляет её филиал в Париже. В этот творческий период художник пишет в основном натюрморты.
Среди его учеников были Юзеф Чапский и Зыгмунт Валишевский и Ян Цибис.